# Зеленовка (Харьковская область)
Зеленовка (укр. Зеленівка) — село, 
Суданский сельский совет,
Первомайский район,
Харьковская область.
Код КОАТУУ — 6324587004. Население по переписи 2001 года составляет 15 (6/9 м/ж) человек.

## Географическое положение
Село Зеленовка находится на левом берегу реки Берека в верховьях Берекского водохранилища,
выше по течению на расстоянии в 3 км расположено село Алексеевка,
ниже по течению на расстоянии в 1 км расположено село Булацеловка.

## История
- 1850 — дата основания.